# تامارا هوراچک
تامارا هوراچک (کرواتی: Tamara Horacek؛ زادهٔ ۵ نوامبر ۱۹۹۵) بازیکن هندبال زن کروات‌تبار اهل فرانسه است.
وی همچنین برندهٔ جوایزی همچون شوالیه نشان ملی شایستگی شده است.